# スマッシュコート
『スマッシュコート』 (SMASH COURT) とは1996年9月6日にナムコから発売されたPlayStation用のテニスゲーム。

## 概要
ナムコのテニスゲーム初のプレイステーション用ソフトで、キャラクターグラフィックにシリーズ初のポリゴンを採用している。マルチタップを使った4人プレイも可能。テーマは「リゾートテニス」で、地中海風のコートや王宮風のコート、南国ビーチ風コートなど全10コートが用意されている。コートによってボールのバウンドの仕方も異なる。
ゲームシステム的には弱ショット、強ショット、ロブの他に新たに「スーパーショット」が追加された。これはスイングがかなり遅いため使いづらいが、決まると非常に強力なショット。また、方向キーを上または下に二回素早く押すとダッシュできる。
キャラクターごとに能力が設定されており、フォアハンドが得意なキャラ、移動が早いキャラ、サーブが得意なキャラなど男女あわせて全部で24人のキャラクターが用意されている。さらに、テニスクラブモードに登場する「挑戦者」として4人のCPUキャラが登場する。隠しコマンドでこの4人の挑戦者を使用できる。
「テニスクラブモード」では自分でキャラクターを作成、CPUとの対戦に勝利していくと賞品を入手でき、それを使い自分のコートを作成できるモード。さまざまなパーツを集める楽しさ、そしてそれらを組み合わせてオリジナルのマイコートをエディットできる。メモリーカード対応で、この景品を賭けて勝負できる。

## コート
コートは全部で10種類。コートによってボールの弾み方が異なる。テーマはリゾートということで世界の観光スポットがコートになっている。いずれもこのゲームオリジナルのもので架空。
タヒチ・パックビーチ
南国タヒチの砂浜に設営されたコート。砂浜のためボールの弾み方は非常に小さい。名前の由来はパックマンより。
タイ・トムヤムガーデン
タイの寺院内部に設置されたコート。床は石造りになっており、よく弾む。
ギリシャ・ギャプラザ
ギリシャのエーゲ海を望む石造りのコート。ボールはよく弾む。名前の由来はギャプラスより。
ドイツ・ディグダグ城内
ドイツの城の内部に作られたコート。赤じゅうたんがひいてあるため、ローンコートに近い弾み方をする。名前の由来はディグダグより。
カナダ・シンリン・パーク
カナダの森林公園に設置されたコート。グラスコート。
ナムコート・フランス
フランスにある赤土のコート。ボールはあまり弾まない。
ナムコート・東京
東京にある室内のハードコート。癖が無く、初心者向きのコート。
ナムコート・オーストラリア
オーストラリアにあるハードコート。床の特性などはナムコート・東京と同じだが、床面にマッピーのイラストが描かれている。
ナムコート・USA
アメリカ合衆国にあるハードコート。床の特性などはナムコート・東京、オーストラリアと同じだが、床面にパックマンのイラストが描かれている。
ナムコート・イングランド
イギリスにあるローンコート。弾み方は中くらい。

## 登場キャラクター

### 男子
- レッドエース
- エドマエ
- サプライズ
- ブンブン
- ピロシキノフ
- スチャラカ
- アンクルサム
- ダンディ
- ブラボー
- カツロウ
- ウメゾー
- ワイルドル

### 女子
- ミルク
- ステッピィ
- ビューティ
- チナギス
- サファリン
- マコ
- キャビアーノ
- サキ
- ダルビン
- メッピィ
- リリンダ
- ミキ

### 挑戦者
テニスクラブモードで登場する挑戦者たち。非常に高い能力を持っている。いずれも新キャラクター。
- ザイーテン
- パラダイス
- ジェニュエ
- サイレンス

## テニスクラブモード
自分でオリジナルのコートを作成する1人プレイ用のやりこみモード。選手を選び、好きな名前をつけることができる。試合に勝つと賞品とクーポン券を入手できる。入手した賞品は自分でコートを作成する際に自由に配置できる。
アイテムにはコートの種類、審判、植物、建物、ベンチ、置物、動物のぬいぐるみなどなど全部で124種類が用意されている。
対戦で友達とアイテムを賭けて、勝負することもできる。
- ひがちフラワーショップ大会 -　サバンナの植木、テニスの植木などの植物関係の賞品。
- しばしば工務店大会 - 学校のプール、自由席などの建物関係の賞品が出る。
- プロショップGAMICHO大会 - 審判代やコート、ネットなどテニス用品の賞品が出る。
- Cyana人材派遣株式会社大会 - 審判やチアガール、応援団などの賞品（？）が出る。
- NAKAP MART大会 - 置物やベンチ、風船などの賞品が出る。

クーポンを集めると、リゾート大会に出場することができる。リゾート大会でのみ入手できるアイテムもある。また、アイテムの中には特殊な条件を満たさないと出現しないものがある。
10勝ごとに強力なライバルである「挑戦者」が出現。

## シリーズ作品
スマッシュコートが好評だったため、続編として『スマッシュコート2』『スマッシュコート3』が発売された。ナムコが同じハードで3本もテニスゲームを発売したはPSのスマッシュコートのみ。
また、PS2ではリアル系の『スマッシュコート プロトーナメント』、『スマッシュコート プロトーナメント2』が発売されている。PSP用に『スマッシュコートテニス3』が2007年6月21日に発売された。